# 下布拉捷齊
50°1′9″N 32°56′27″E / 50.01917°N 32.94083°E
下布拉捷齊（烏克蘭語：Нижній Булатець），是烏克蘭的村落，位於該國中部波爾塔瓦州，由盧布尼區負責管轄，距離上布拉捷齊1.5公里，海拔高度115米，2001年該村落人口832。